# An Englishman Trip to Paris from London
An Englishman Trip to Paris from London er en britisk stumfilm fra 1904 af Lewin Fitzhamon.